# Drochtersen
Drochtersen település Németországban, azon belül Alsó-Szászország tartományban. Lakosainak száma 11 284 fő (2023. december 31.). Drochtersen Oldendorf-Himmelpforten, Nordkehdingen és Stade községekkel határos.

## Népesség
A település népességének változása:
| Lakosok száma | 11 150 | 11 164 | 11 184 | 11 086 | 11 290 | 11 284 |
|               | 2016   | 2017   | 2019   | 2021   | 2022   | 2023   |